# メルケンドルフ (ミッテルフランケン)
メルケンドルフ (ドイツ語: Merkendorf) は、ドイツ連邦共和国バイエルン州ミッテルフランケンのアンスバッハ郡に属す郡所属市。

## 地理

### 位置
メルケンドルフはフランケン湖水地方の周縁部に位置する。

### 市の構成
本市は、公式には12の地区 (Ort) からなる。このうち小集落や孤立農場などを除く集落を以下に列記する。
| - バンマースドルフ - ゲルバースドルフ - グロースブライテンブロン - ヘークラウ - ヒルシュラッハ | - クラインブライテンバッハ - メルケンドルフ - ノイゼス - トリースドルフ - ヴィレンドルフ |

## 歴史
メルケンドルフが初めて文献上で言及されるのは1249年である。1398年にはすでにメルケンドルフは都市権を有していた。

## 行政

### 市議会
市議会は、市長を含め15議席である。

### 紋章
銀地に赤い斜め十字（アンドレアス十字）、その上に黒い錨。

## 文化と見所

### 博物館
- 郷土博物館

### 建造物
- 完全に保存された市壁を持つ歴史的旧市街

## 経済と社会資本

### 交通
メルケンドルフは、連邦道B13号沿いに位置し、アウトバーンA6号にも近い。（インターチェンジ52-アンスバッハを利用する）

## 引用
1. ↑  https://www.statistikdaten.bayern.de/genesis/online?operation=result&code=12411-003r&leerzeilen=false&language=de Genesis-Online-Datenbank des Bayerischen Landesamtes für Statistik Tabelle 12411-003r Fortschreibung des Bevölkerungsstandes: Gemeinden, Stichtag (Einwohnerzahlen auf Grundlage des Zensus 2011)
2. ↑  Bayerische Landesbibliothek Online